# Cuentepec
Cuentepec es una localidad del estado mexicano de Morelos. Es parte del municipio de Temixco.

## Toponimia
El nombre «Cuentepec» proviene de los términos en náhuatl: cuemilli, sembradío; tepetl, cerro; co, locativo. Su significado es «En el cerro de los sembradíos».

## Demografía
| Gráfica de evolución demográfica |
|                                  |

| Censo | Población |
| ----- | --------- |
| 1940  | 894       |
| 1950  | 964       |
| 1960  | 987       |
| 1970  | 1308      |
| 1980  | 1760      |
| 1990  | 1816      |
| 2000  | 3105      |
| 2010  | 3371      |
| 2020  | 4001      |